# کاراحال‌لی (شهود)
کاراحال‌لی (به ترکی استانبولی: Karahallı) یک منطقهٔ مسکونی در ترکیه است که در شهود (شهر) واقع شده‌است.